# Jagdkommando (Bundesheer)

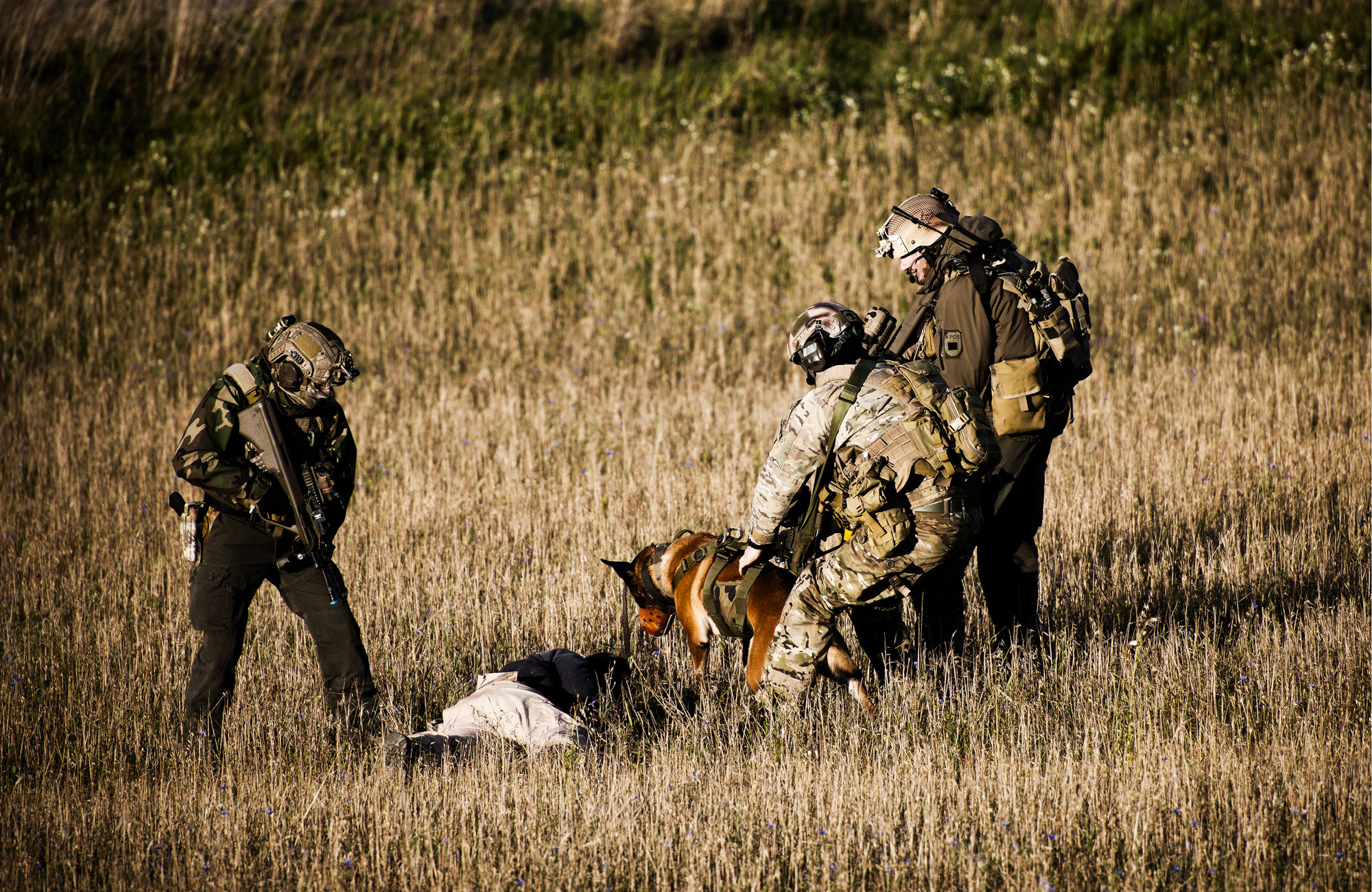
Jednotky rakouské armády na cvičení

Jagdkommando (JaKdo) je protiteroristická vojenská jednotka armády Rakouska. Sídlem jednotky je Vídeňské Nové Město.

## Historie
Tato jednotka, vznikající po roce 1989 postupně přebírala zahraniční úkoly četnické jednotky GEK. K nasazení jednotky došlo v jednotkách KFOR (Kosovo) a ISAF (Afghánistán).

## Úkoly

### V zahraničí
- Záchrana osob zadržovaných jako rukojmí.
- Ochrana VIP
- Boj proti terorismu

### Doma
Nasazení ve prospěch civilního obyvatelstva, například při živelních pohromách.

## Vybavení

### Výzbroj
Hlavní zbraní je útočná puška Steyr AUG. Jako záložní zbraň je používána pistole Glock G17. Dále je používán samopal Steyr TMP. U jednotky je jako zbraň kategorie PDW zavedena P-90.

### Výstroj
Vojáci standardně používají polní uniformu zelené barvy. Při operacích CQB (boj v zástavbě) je využívána černá kombinéza. Pro ochranu hlavy se používají balistické přílby vybavené štítem přes obličej, nebo plastové přílby typu pro-tec. Jednotka je vybavena pro boj v horách – vybavení obnáší kvalitní lyže, zimní oblečení. Ve vybavení jednotky se taktéž nachází padáky typu křídlo.

### Vozidla

#### Pozemní
- Terénní vozidla Steyr.
- VW Transporter.

#### Vzdušná přeprava
Pro vzdušnou přepravu a výsadky, včetně padákových seskoků, jsou používány vrtulníky. UH-60 Blackhawk, nebo Bell 212.